# 좋지 아니한가 (일본사)

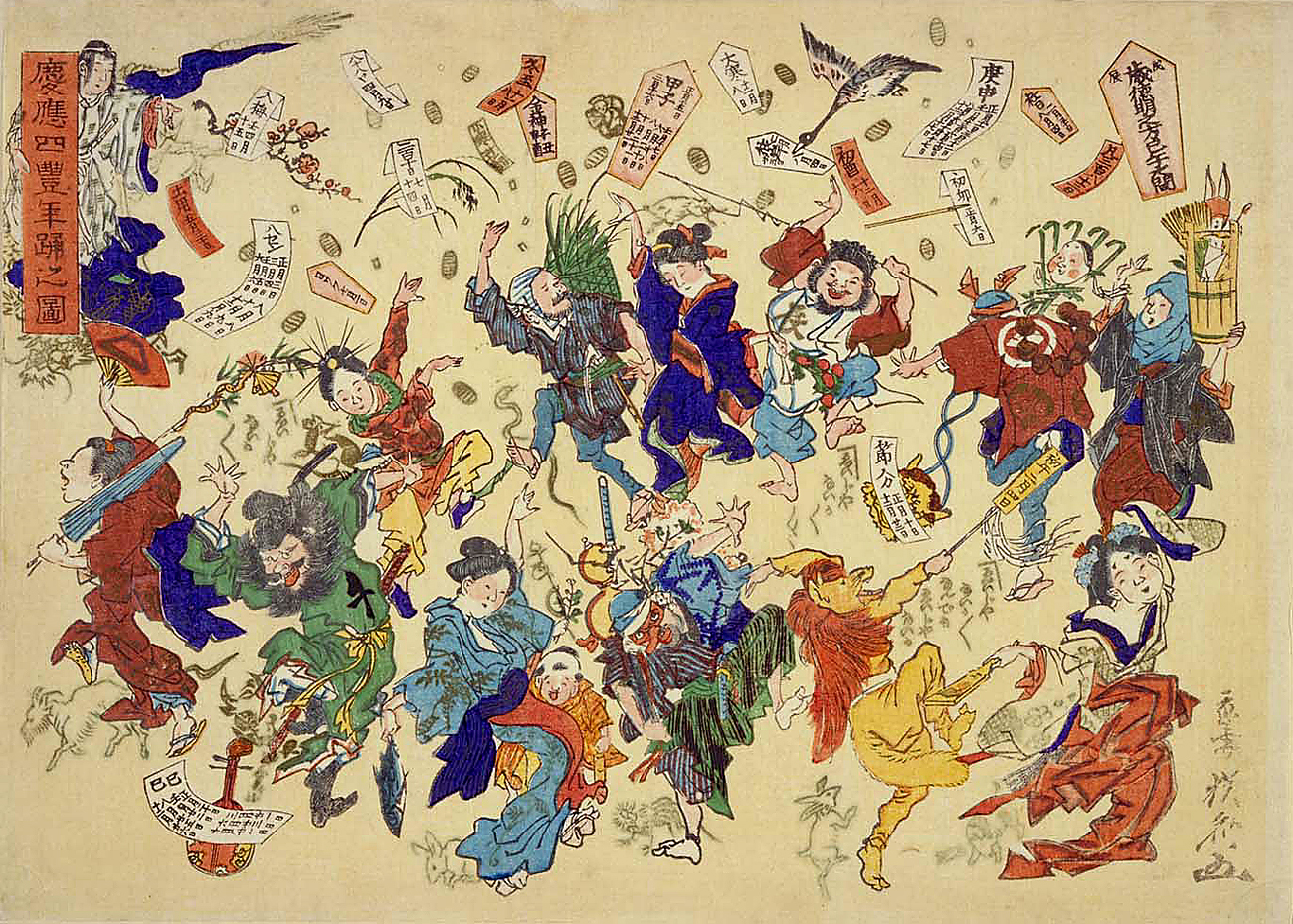
"좋지 아니한가" 소동에 참여한 사람들을 묘사한 그림

좋지 아니한가(일본어: ええじゃないか, 에에쟈나이카)는 일본의 에도시대 말기인 1867년(게이오 3년) 8월에서 12월 사이에 긴키, 시코쿠를 비롯한 일본 동해 지방에서 발생한 소동이다. 선창자가 "하늘에서 부적이 내려오니 이것은 경사가 일어날 징조로구나"하고 외치면 여러 모습으로 가장을 하고 뒤따르는 군중들이 장단을 맞추어 "좋지 아니한가" 같은 후렴구를 외치며 골목 골목을 돌아다녀 열광적인 모습을 보였다.
이세 신궁의 부적이 많이 뿌려졌지만, 여러 지방으로 전파되면서 각 지방의 신사가 만든 부적들이 뿌려졌다. 현지에서 마츠리가 열리는 때를 맞춰 행렬을 이루는 경우가 많았다. 부적을 만들고 번에 신고한 곳에 병풍을 치고는 조릿대로 집을 꾸미고 술과 안주를 공양하고 마을 전체가 축제를 즐겼다. 나고야의 경우 부적을 뿌린 뒤에 7일간 제(祭)를 이어갔는데 이 기간에는 일상 생활이 마비될 정도였다.